# Lorenzo Gori
Lorenzo Gori (Livorno, marzo 1842 – Livorno, 14 marzo 1923) è stato uno scultore italiano.

## Biografia

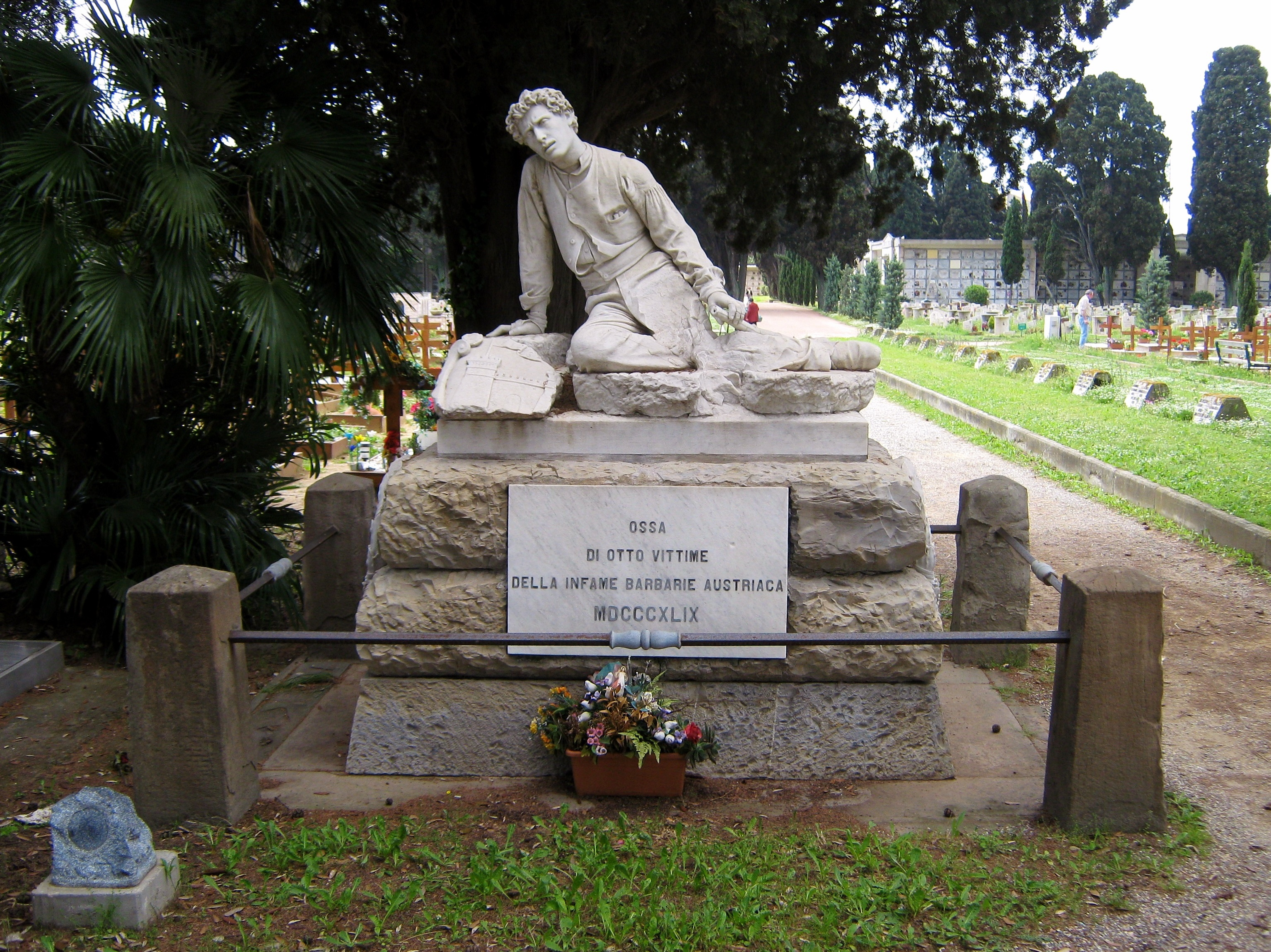
Monumento a otto vittime della rappresaglia austriaca del 1849, del 1881

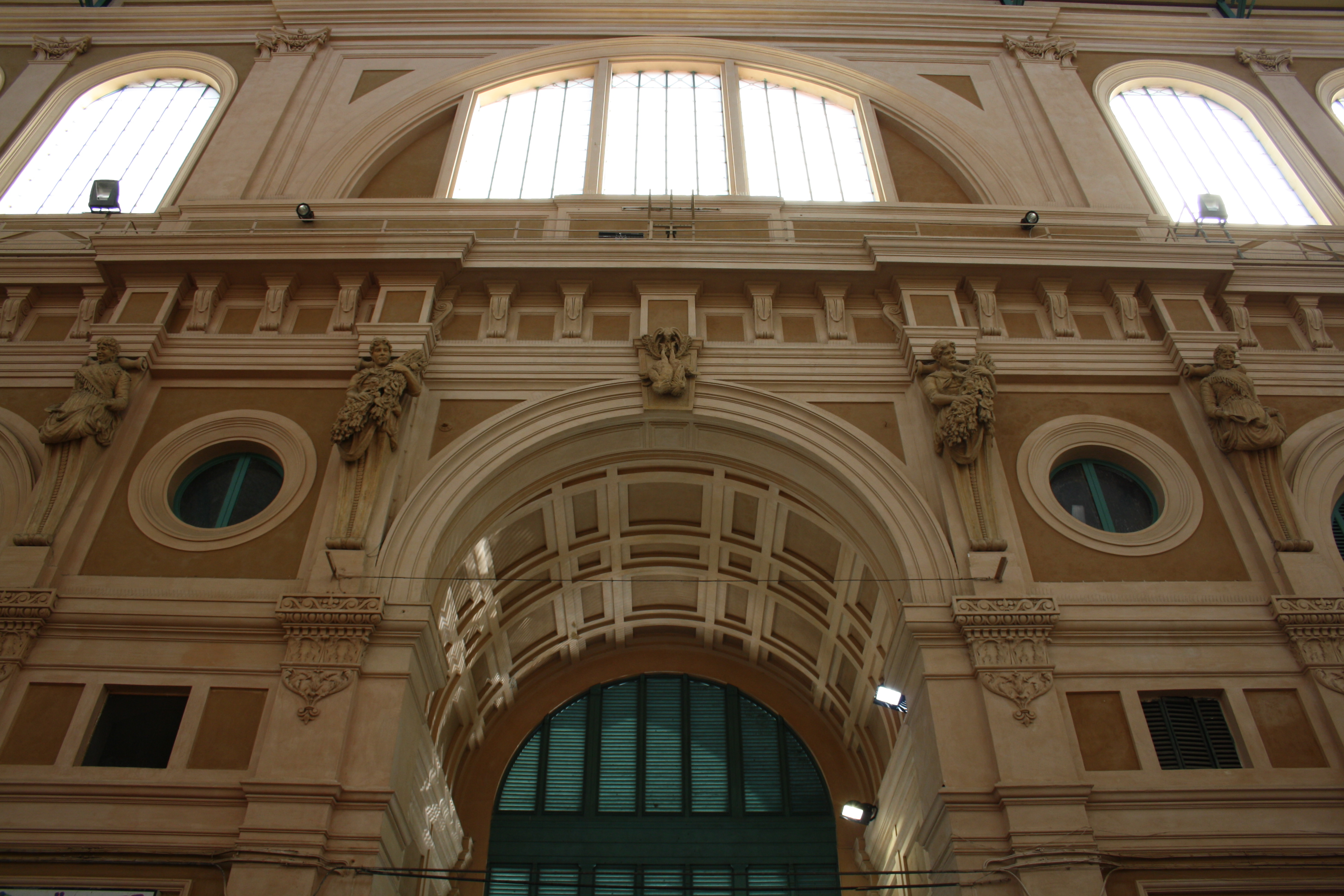
Cariatidi del mercato di Livorno

Nato a Livorno nel 1842, si formò presso la bottega di un intagliatore e successivamente si trasferì a Firenze, frequentando, negli anni sessanta dell'Ottocento, i corsi dell'Accademia di belle arti di Firenze assieme a Aristodemo Costoli ed Enrico Pollastrini.
Nel 1867 aprì uno studio personale a Firenze, città nella quale era solito recarsi al Caffè Michelangiolo, celebre ritrovo dei Macchiaioli.
Rientrato a Livorno, ricevette numerose commissioni pubbliche e private: dal caminetto realizzato per la famiglia Mimbelli (1874), alle cariatidi del Mercato Centrale di Livorno (1893), passando per il monumento a Francesco Domenico Guerrazzi (1885) e i numerosi monumenti funebri, in particolare nel cimitero comunale dei Lupi (Andrea Sgarallino, Jacopo Sgarallino, Oreste Franchini e quello in ricordo delle vittime della rappresaglia austriaca per i fatti del 1849). Fu sovrintendente all'installazione del monumento a Vittorio Emanuele II, opera do Augusto Rivalta, in piazza Grande, per il cui basamento realizzò, su proposta di Arturo Conti, gli stemmi del comune di Livorno e di Casa Savoia.
Accanto a questa intensa attività, si dedicò all'insegnamento (tra i suoi allievi vi furono Umberto Fioravanti, Cafiero Filippelli e Ermenegildo Bois) e alla promozione culturale; fu anche articolista de Il Giornale Antico di Firenze e de Il Telegrafo di Livorno, nonché restauratore, seguendo per esempio l'arretramento del monumento dei Quattro mori verso le mura cittadine. Fu attivo nella commissione del museo civico di Livorno e Ispettore dei Monumenti per gli scavi di antichità della provincia di Livorno.
Morì a Livorno il 14 marzo 1923.